# 张娜 (足球运动员)
张娜（1984年3月10日—），出生于河北张家口，中国足球运动员，中国国家女子足球队成员，司职中场。曾参加2008年亚足联女子亚洲杯和2008年夏季奥运会女子足球比赛。